# Terrapene yucatana
Terrapene yucatana és una tortuga de caixa endèmica de Mèxic, anteriorment considerada una subespècie de Terrapene carolina, que habita la península de Yucatán. La seva closca és clara amb algunes taques fosques en forma d'estrella, el seu cap és clar i té quatre dits a cada pota.